# Srpska Liga Zapad
Srpska liga Zapad (Zachód) (srb. Српска лига Запад) – jest jednym z czterech okręgów Srpskiej ligi (trzecia klasa rozgrywek w Serbii). Trzy pozostałe okręgi to: Srpska Liga Vojvodina (Wojwodina), Srpska Liga Beograd (Belgrad) oraz Srpska Liga Istok (Wschód).
Srpska liga Zapad została utworzona w 2003 roku z połączenia dwóch lig: Srpska Liga Dunav i Srpska Liga Morava. Organizatorem rozgrywek jest Fudbalski savez Regiona Zapadne Srbije (srb. Фудбалски савез Региона Западне Србије). Rozgrywki toczą się w jednej grupie i uczestniczy w niej 18 drużyn, które pochodzą z terenu 8 okręgów: maczwańskiego, kolubarskiego, zlatiborskiego, morawickiego, raskiego, szumadijskiego, podunajskiego i braniczewskiego oraz serbskie drużyny z kosowskiego regionu Mitrovica.
Po zakończeniu sezonu mistrz awansuje bezpośrednio do Prvej ligi, a ostatnie drużyny spadną do jednej z czterech grup Zonskiej ligi: Kolubarsko-mačvanska zona, Podunavsko-šumadijska zona, Šumadijsko-raška zona lub Zapadno-moravska zona. Wcześniej w latach 2007-2018 ostatnie drużyny spadały do jednej z trzech grup Zonskiej ligi: Zonska liga Drina, Zonska liga Dunav lub Zonska liga Morava, a w latach 2003-2007 ostatnie drużyny spadały do jednej z czterech grup Zonskiej ligi: Moravička zona, Podunavska zona, Posavska zona lub Šumadijska zona.

## Sezony
| Sezon                | Mistrz                      | Wicemistrz                  | 3. miejsce                 |
| Serbia i Czarnogóra: |                             |                             |                            |
| 2003/04              | FK Mladost Lučani           | FK Sevojno                  | FK Sloboda Užice           |
| 2004/05              | FK Radnički Kragujevac      | FK Sevojno                  | FK Mladi Radnik Požarevac  |
| 2005/06              | FK Mladost Lučani           | FK Metalac Gornji Milanovac | FK Mladi Radnik Požarevac  |
| Serbia:              |                             |                             |                            |
| 2006/07              | FK Metalac Gornji Milanovac | FK Morava Velika Plana      | FK Sloga Kraljevo          |
| 2007/08              | FK Mladi Radnik Požarevac   | FK Sloga Kraljevo           | FK Inon Požarevac          |
| 2008/09              | FK Sloga Kraljevo           | FK Radnički Stobeks         | FK Sloboda Užice           |
| 2009/10              | FK Šumadija Radnički 1923   | FK Mačva Šabac              | FK Sloboda Užice           |
| 2010/11              | FK Sloga Kraljevo           | FK Sloga Bajina Bašta       | FK Partizan Bumbarevo Brdo |
| 2011/12              | FK Jedinstvo Putevi         | FK Rudar Kostolac           | FK Mačva Šabac             |
| 2012/13              | FK Sloga Petrovac na Mlavi  | FK Mladi Radnik Požarevac   | FK Mačva Šabac             |
| 2013/14              | FK Mačva Šabac              | FK Polet Ljubić             | FK Loznica                 |
| 2014/15              | FK Loznica                  | FK Železničar Lajkovac      | FK Budućnost Krušik 2014   |
| 2015/16              | FK Mačva Šabac              | FK Budućnost Krušik 2014    | FK Smederevo 1924          |
| 2016/17              | FK Radnički 1923 Kragujevac | FK Budućnost Krušik 2014    | FK Sloga Požega            |
| 2017/18              | FK Zlatibor Čajetina        | FK Sloga Požega             | FK Smederevo 1924          |
| 2018/19              | FK Smederevo 1924           | FK Sloga Požega             | FK Jedinstvo Ub            |
| 2019/20              | ?                           | ?                           | ?                          |

- W sezonie 2004/2005 wygrał swoje mecze barażowe i z 2. miejsca awansował FK Sevojno.

## Drużyny występujące w sezonie 2019/20
| Klub                          | Miasto            |
| ----------------------------- | ----------------- |
| FK Borac 1926 Čačak           | Čačak             |
| FK Budućnost Krušik 2014      | Valjevo           |
| FK Jedinstvo Ub               | Ub                |
| FK Jošanica Novi Pazar        | Novi Pazar        |
| FK Loznica                    | Loznica           |
| FK Mačva Bogatić              | Bogatić           |
| FK Mladi Radnik Požarevac     | Požarevac         |
| FK Mokra Gora Zubin Potok     | Zubin Potok       |
| FK Proleter Mihajlovac        | Mihajlovac        |
| FK RSK Rabrovo                | Rabrovo           |
| FK Sloga Kraljevo             | Kraljevo          |
| FK Sloga 33 Petrovac na Mlavi | Petrovac na Mlavi |
| FK Sloga Požega               | Požega            |
| FK Sušica Kragujevac          | Kragujevac        |
| FK Šumadija Aranđelovac       | Aranđelovac       |
| FK Takovo Gornji Milanovac    | Gornji Milanovac  |
| FK Trepča Kosovska Mitrovica  | Mitrowica         |
| FK Tutin                      | Tutin             |